# Henrik Stephansen
Henrik Victor Stephansen (ur. 6 sierpnia 1988 w Kopenhadze) – duński wioślarz.

## Osiągnięcia
- Mistrzostwa świata juniorów – Brandenburg 2005 – czwórka podwójna – 9. miejsce
- Mistrzostwa świata juniorów – Amsterdam 2006 – dwójka podwójna – 1. miejsce
- Mistrzostwa świata U-23 – Glasgow 2007 – czwórka podwójna wagi lekkiej – 3. miejsce
- Mistrzostwa świata – Monachium 2007 – czwórka podwójna wagi lekkiej – 5. miejsce
- Mistrzostwa Europy – Ateny 2008 – czwórka podwójna – 8. miejsce
- Mistrzostwa świata – Poznań 2009 – dwójka podwójna wagi lekkiej – 8. miejsce
- Mistrzostwa Europy – Montemor-o-Velho 2010 – jedynka wagi lekkiej – 4. miejsce
- Mistrzostwa świata – Chungju 2013 – jedynka wagi lekkiej – 1. miejsce